# Acacia torulosa
Acacia torulosa är en ärtväxtart som beskrevs av George Bentham. Acacia torulosa ingår i släktet akacior, och familjen ärtväxter. Inga underarter finns listade i Catalogue of Life.